# Hors-la-loi
Hors-la-loi,  cuyo título original en árabe es Kharej 'an alghanoon (خارجون عن القانون), es una película de 2010 dirigida por Rachid Bouchareb, protagonizada por Jamel Debbouze, Roschdy Zem y Sami Bouajila. Es conocida en español con los títulos Fuera de la ley y Tres hermanos, tres destinos. La historia tiene lugar entre 1945 y 1962, y se enfoca en las vidas de tres hermanos argelinos en Francia, durante el movimiento de independencia argelino y la Guerra argelina. Es una secuela de la película de Bouchareb Indigènes (2006), la cual estuvo ambientada durante la Segunda Guerra Mundial. Outside the Law fue una producción mayormente francesa con coproductores en Argelia, Túnez y Bélgica.
Un retrato poco ortodoxo históricamente de la masacre de Sétif de 1945 que encendió la controversia política en Francia. Outside the Law representó a Argelia en los 83.º Premios Óscar, donde fue nominada como Mejor Película de Lengua Extranjera.

## Reparto
- Jamel Debbouze como Saïd.
- Roschdy Zem como Messaoud.
- Sami Bouajila como Abdelkader.
- Bernard Blancan como Coronel Faivre.
- Chafia Boudraa como La madre.
- Sabrina Seyvecou como Hélène.
- Assaad Bouab como Ali.
- Thibault de Montalembert como Morvan.
- Samir Guesmi como Otmani.
- Jean-Pierre Lorit como Picot.
- Ahmed Benaissa como el padre.
- Larbi Zekkal como Le caïd.
- Louiza Nehar como Zohra.
- Mourad Khen como Sanjak.
- Mohamed Djouhri como el entrenador.
- Mustapha Bendou como Brahim.
- Abdelkader Secteur como Hamid.

## Producción
Outside the Law no fue escrita como una secuela directa de la película de Bouchareb, Indigènes, sobre norteafricanos que lucharon para Francia en la Segunda Guerra Mundial, pero comparte muchos de los actores principales, e inicia en el sitio histórico donde la película anterior acaba. Bouchareb mencionó, "no puedes ayudar, pero si asociarlos, porque son los mismos soldados que lucharon para Francia en contra de Alemania, muchos de ellos fueron los mismos soldados que después lucharon por Francia. Así que, históricamente hablando, el mismo grupo de personas había tenido mucho que hacer en sus vidas. Cuándo entrevistaba a las personas para Indigènes, muchos hablaban también de lo que habia pasado después, y así fue como llegué a escribir la otra película." Bouchareb investigó el tema durante nueve meses, principalmente entrevistando a personas. Acabar el guion le tomó dos años.

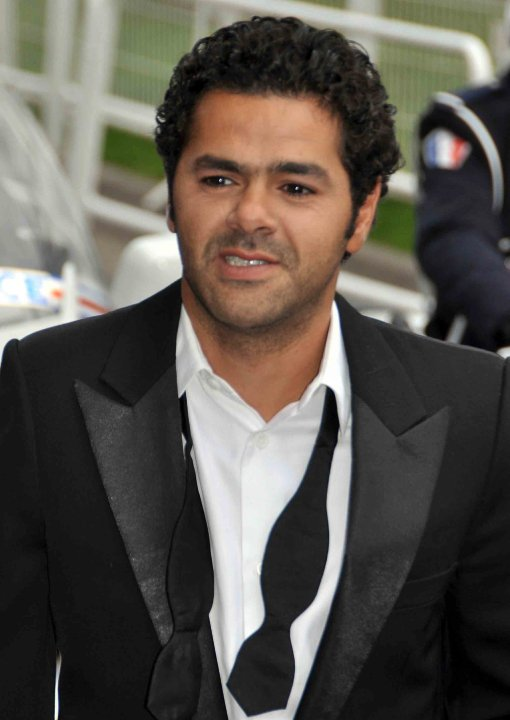
Jamel Debbouze en el Festival de cine de Cannes para la premier de la película

La película fue escrita con los actores de Jamel Debbouze, Roschdy Zem y Sami Bouajila en mente desde el principio. Debbouze describe su papel como el hermano más joven y con los más fuerte lazos familiares, como la clave para acercarse al personaje. Bouajila, dijo sobre el desarrollo de su personaje, "traté de averiguar cómo, a través de sus convicciones o su orgullo, un hombre puede caer en la trampa de su propio carisma y arrastrar a otras personas con él. Cuando todo esta fuera de su control, tiene que enfrentarse a sí mismo y se da cuenta de que él es sólo un hombre."
El costo de la producción fue de 19.5 millones de euros, dirigida por Tessalit Producciones de Francia en coproducción con Francia 2, Francia 3 y compañías en Argelia, Túnez y Bélgica. La financiación fue concedida por el Centro Nacional de Cinematografía y vía preventas a Canal+. Fuera de la inversión total, 59% provino de Francia, 21% de Argelia, 10% de Túnez y 10% de Bélgica.
El rodaje comenzó a finales de julio de 2009 y duró cinco meses. Aproximadamente el 90% de la película fue rodada en estudios. El equipo se trasladó entre las instalaciones y los lugares en París, Argelia, Túnez, las ciudades Belgas de Charleroi y Bruselas, Alemania y los Estados Unidos, con escenas que tienen lugar en la Sede de las Naciones Unidas.

## Recepción
La película se estrenó el 21 de mayo de 2010, en competición del Festival de Cine de Cannes. La distribución francesa fue manejada por StudioCanal y el estreno tuvo lugar el 22 de septiembre de 2010. Fue lanzada en Argelia, el 6 de octubre del mismo año. En los Estados Unidos, la película fue distribuida a través de Cohen Media Group, se estrenó en Nueva York el 3 de noviembre, en Los Ángeles el 10 de noviembre y en una edición limitada en todo el país el 26 de noviembre.